# Джанакпур (зона Непала)
Джанакпур (непальск. जनकपुर अञ्चल) — зона (административная единица) на востоке центральной части Непала. Входит в состав Центрального региона страны. Административный центр — город Джанакпур.

## Население
Население по данным переписи 2011 года составляет 2 837 481 человек; по данным переписи 2001 года оно насчитывало 2 557 004 человека.

## География
Площадь зоны составляет 9669 км². Граничит c зоной Нараяни (на юго-западе), зоной Багмати (на северо-западе), зоной Сагарматха (на востоке), а также с Тибетским автономным районом КНР (на севере) и индийским штатом Бихар (на юге). В этой зоне находится крупнейшее месторождение магния в Непале и магниевая шахта Кхаридхунга.

## Административное деление
Зона подразделяется на 6 районов:
- Дхануса
- Долакха
- Махоттари
- Рамечхап
- Сарлахи
- Синдхули